# Dolní Černá Studnice
Dolní Černá Studnice je vesnice, část obce Pěnčín v okrese Jablonec nad Nisou. Nachází se asi 2,5 kilometru severozápadně od Pěnčína v sedle mezi Maršovickým vrchem a Černostudničním hřebenem. Dolní Černá Studnice leží v katastrálním území Jistebsko o výměře 2,52 km². V okolí osady i přímo pod ní byl objeven rozsáhlý neolitický důl.

## Historie
První písemná zmínka o vesnici pochází z roku 1638.